# Neobisium aelleni
Espèce
Neobisium aelleni est une espèce de pseudoscorpions de la famille des Neobisiidae.

## Distribution
Cette espèce est endémique de Suisse. Elle se rencontre dans des grottes du Jura suisse à Hochwald, Erschwil, Laufon et Röschenz.

## Description
Le mâle holotype mesure 3,5 mm

## Étymologie
Cette espèce est nommée en l'honneur de Villy Aellen.

## Publication originale
- Vachon, 1976 : Quelques remarques sur les pseudoscorpions (arachnides) cavernicoles de la Suisse à propos de la description de deux espèces nouvelles: Neobisium (N.) aelleni et Neobisium (N.) strausaki. Revue Suisse de Zoologie, vol. 83, no 1, p. 243-253 (texte intégral).